# Hipnosis
Hipnosis (orthographié Hypnosis pour les sorties en dehors de l'Italie) est un ancien groupe d'Italo disco italien, surtout connu pour sa reprise du titre Pulstar de Vangelis, qui s'est classé dans le Top 10 en Allemagne et dans le Top 20 en Suisse en 1983. Il est également connu pour ses succès Oxygene (1983), une reprise du super-hit de Jean-Michel Jarre sorti en 1976, et Droid (1987).

## Discographie
- 1983 : Oxygene/Bormaz (Allemagne, #39[3])
- 1983 : Pulstar/The End (Allemagne, #10, Suisse #19, Autriche #14[4])
- 1984 : Astrodance/Argonauts
- 1984 : Hipnosis
- 1987 : Droid/Automatic Piano